# Vickers VIM
El VIM o Vickers Instructional Machine fue un avión biplano de entrenamiento construido para la República de China por Vickers, a partir de existencias excedentes de guerra de piezas del Royal Aircraft Factory F.E.2d. También llamado VIM ‘School Machine’.

## Diseño y desarrollo
Estaba propulsado por un motor Rolls-Royce Eagle excedente, pero equipado con una góndola completamente nueva, que proporcionaba controles duales para el alumno y el instructor, que ocupaba la cabina trasera. Se construyeron y suministraron treinta y cinco ejemplares a partir de 1920, junto con 40 Vickers Vimy Commercial y 20 Avro 504K.
La intención era establecer operaciones de aeronaves civiles con el Avro 504K como entrenador principal, el VIM como entrenador avanzado y el Vimy Commercial para las operaciones de pasajeros.

## Operadores
República de China

## Especificaciones (VIM)
Referencia datos: Vickers Aircraft since 1908

### Características generales
- Tripulación: Dos (alumno e instructor)
- Longitud: 9,9 m (32,3 ft)
- Envergadura: 14,5 m (47,7 ft)
- Altura: 3,8 m (12,3 ft) [3]
- Superficie alar: 45,3 m² (487,6 ft²)[3]
- Peso vacío: 1338 kg (2949 lb)
- Peso cargado: 1657 kg (3652 lb)
- Planta motriz: 1× motor lineal V12 refrigerado por líquido Rolls-Royce Eagle VIII.
  - Potencia: 270 kW (372 HP; 367 CV)
- Hélices: De cuatro palas de paso fijo propulsora

### Rendimiento
- Velocidad máxima operativa (Vno): 160 km/h (99 MPH; 86 kt)
- Alcance: 2 3⁄4 h
- Techo de vuelo: 4000 m (13 123 ft) [3]
- Tiempo a altitud: 8,25 min para 1800 m (6000 pies)

## Aeronaves relacionadas

### Desarrollos relacionados
- Royal Aircraft Factory F.E.2